# فليغيرفورر أفريكا
فليغيرفورر أفريكا جزءًا من الأسطول الجوي الثاني، وهو أحد الأقسام الرئيسية للوفتفافه الألمانية في الحرب العالمية الثانية. عملت في البحر الأبيض المتوسط وليبيا من 1941-1942. كان قادتها جنرال مايجور ستيفان فروليش وجنرال لوتنانت أوتو هوفمان فون فالداو ‏، الذين قادوا الدعم الجوي الألماني لحملة الفيلق الأفريقي الألماني خلال شتاء 1941-1942.
كانت الطائرة التي يقودها هؤلاء القادة هي من طراز هنيكل بيه 111 (VG + ES)، ومجهزة بالكامل بشتى أنواع الأسلحة وخزانات وقود خارجية أيضًا.

## القادة
- جنرال ستيفان فروليش 24 فبراير 1941 - 10 أبريل 1942
- جنرال مايجور ثيو أوستركامب (بالنيابة) ، أبريل 1942
- الجنرال دير فليجر أوتو هوفمان فون والداو  [لغات أخرى]‏، 12 أبريل 1942 - 30 أغسطس 1942
- الجنرال دير فليجر هانز سيدمان، 30 أغسطس 1942 - 31 يناير 1943
- دنرا مايجور والتر هاجن، 1 فبراير 1943 - فبراير 1943